# Dieter Wellershoff (Admiral)

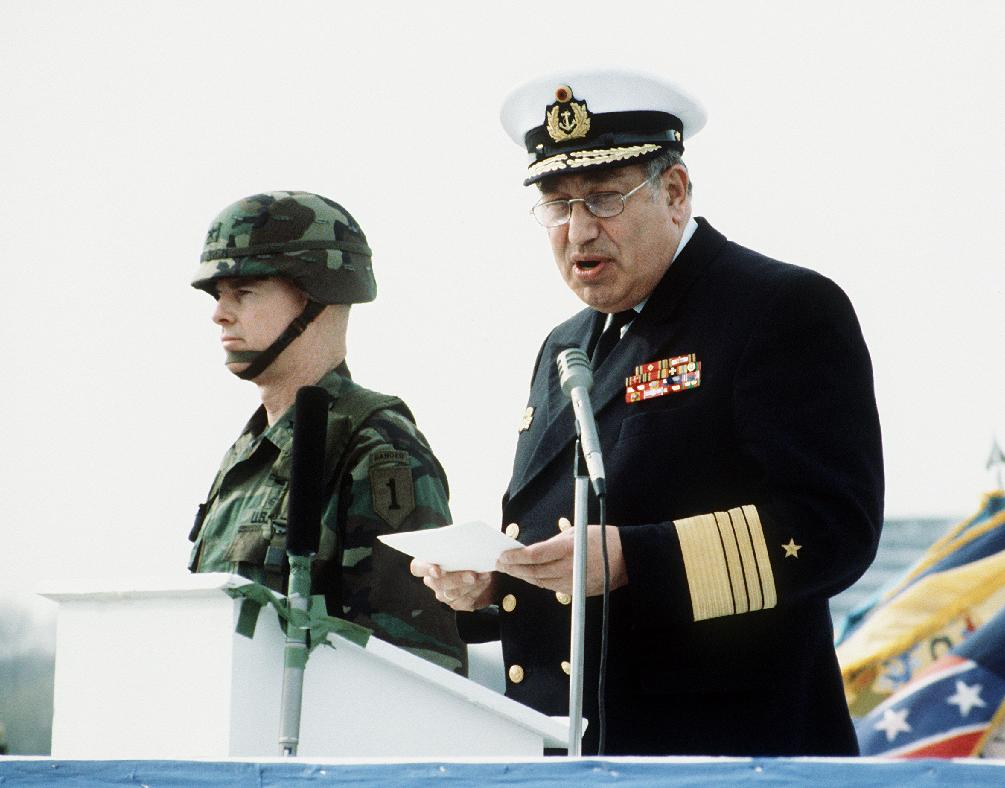
Admiral Wellershoff als Generalinspekteur bei der Verabschiedung der 1st Infantry Division der US Army (1991)

Dieter Wellershoff (* 16. März 1933 in Dortmund; † 16. Juli 2005 in Euskirchen-Flamersheim) war ein deutscher Marineoffizier, zuletzt Admiral und von 1986 bis 1991 der 9. Generalinspekteur der Bundeswehr.

## Leben
Dieter Wellershoff wurde als Sohn eines Bergbauingenieurs geboren und wuchs am Niederrhein auf. Nach seinem Abitur am Fichte-Gymnasium in Krefeld begann Wellershoff im Wintersemester 1953/54 sein Studium des Maschinenbaus an der RWTH Aachen, wo er sich dem Corps Marko-Guestphalia anschloss. Im Wintersemester 1956/57 gab er sein Studium auf und trat am 1. April 1957 als Offizieranwärter in die Bundesmarine ein.
Von 1960 bis 1964 war er Wachoffizier und Kommandant eines Minensuchbootes, anschließend Referent im Marineamt und Operationsoffizier auf dem Zerstörer Schleswig-Holstein.
Von 1967 bis 1969 absolvierte er den 9. Admiralstabslehrgang an der Führungsakademie der Bundeswehr in Hamburg und erhielt den General-Heusinger-Preis des Lehrgangsbesten. Während des Lehrganges verfasste er eine wissenschaftliche Arbeit mit dem Thema Die völkerrechtliche Situation des Kieler Kanals und des Küstenmeeres in der Ostsee und ihren Zugängen – Folgerungen für die Durchfahrt von Kriegsschiffen im Frieden. Anschließend wurde er Referent im Führungsstab der Streitkräfte. Von 1971 bis 1973 war er Kommandant des Zerstörers Hessen, danach Operationsoffizier beim Flottenkommando in Glücksburg, anschließend Kommandeur der Flottille der Minenstreitkräfte in Wilhelmshaven. 1977 wurde er Leiter der Stabsabteilung Rüstung im Führungsstab der Marine. Von 1981 bis 1984 war er Kommandeur der Führungsakademie der Bundeswehr in Hamburg-Blankenese. Seit 1. April 1985 war er Inspekteur der Marine, vom 1. April 1986 bis 1991 als Admiral neunter Generalinspekteur der Bundeswehr. Er war der bis dahin jüngste Generalinspekteur und der erste, der nicht mehr in der Wehrmacht gedient hatte. Sein Vorgänger war General Wolfgang Altenburg.
Wichtigstes Ereignis seiner Amtszeit war die deutsche Wiedervereinigung, die die Zusammenführung von Bundeswehr und Nationaler Volksarmee unter dem Motto „Armee der Einheit“ mit sich brachte. Dieser in der Geschichte einmalige Vorgang wird in der nachträglichen Betrachtung weitgehend als gelungen angesehen und gilt als größte Leistung Wellershoffs.
Von 1981 bis 1983 war Wellershoff Vizepräsident der Clausewitz-Gesellschaft. Von 1992 bis 1995 war er Gründungspräsident der Bundesakademie für Sicherheitspolitik. Außerdem war er Lehrbeauftragter am Institut für Friedenssicherungsrecht und Humanitäres Völkerrecht der Ruhr-Universität Bochum.
Dieter Wellershoff war verheiratet und hatte drei Kinder.

## Ehrungen
- 1969: General-Heusinger-Preis
- 1982: Verdienstkreuz I. Klasse der Bundesrepublik Deutschland
- 1988: Kommandeur der Legion of Merit
- 1992: Lucius D. Clay Medaille
- 1993: Großes Verdienstkreuz (1986) mit Stern (1989) und Schulterband (1993) der Bundesrepublik Deutschland

## Schriften (Auswahl)
- Freiheit, was ist das? Aussagen zum Begriff der Freiheit. Dokumente zum Thema. Mittler, Herford 1984, ISBN 3-8132-0175-9.
- (Hrsg.): Frieden ohne Macht? Sicherheitspolitik und Streitkräfte im Wandel. Bouvier, Bonn 1991, ISBN 3-416-02274-2.
- (Hrsg.): Herausforderungen und Risiken. Deutschlands Sicherheit in der veränderten Welt. Arbeitsergebnisse des Seminars für Sicherheitspolitik 1993. Mittler, Berlin u. a. 1993, ISBN 3-8132-0439-1 (= Schriftenreihe zur neuen Sicherheitspolitik, Band 3).
- (Hrsg.): Strategien und Strukturen deutscher Sicherheitspolitik. Arbeitsergebnisse des Seminars für Sicherheitspolitik 1994. Mittler, Berlin u. a. 1995, ISBN 3-8132-0464-2 (= Schriftenreihe zur neuen Sicherheitspolitik, Band 9).
- (Hrsg.): Die Europäische Union und ihre Stellung in der Welt. Die deutschen sicherheitspolitischen Interessen. Mittler, Hamburg u. a. 1996, ISBN 3-8132-0468-5 (= Schriftenreihe zur neuen Sicherheitspolitik, Band 13).
- Führen. Wollen – können – verantworten. Bouvier, Bonn 1997, ISBN 3-416-02703-5.
- Mit Sicherheit. Neue Sicherheitspolitik zwischen gestern und morgen. Bouvier, Bonn 1999, ISBN 3-416-02859-7.